# Southwold (Ontario)
Southwold es un municipio canadiense situado en la provincia de Ontario.

## Superficie
Southwold tiene una superficie de 301,38 km².

## Demografía
En 2021, tenía 4851 habitantes, una densidad poblacional de 16,1 hab./km², y 1760 viviendas.